# Histoire de la peur
Pour plus de détails, voir Fiche technique et Distribution.
Histoire de la peur (Historia del miedo) est un film argentin réalisé par Benjamín Naishtat, sorti en 2014.

## Synopsis
Dans une zone résidentielle privée, par une chaude journée d'été, un panache de fumée sème la peur.

## Fiche technique
- Titre : Histoire de la peur
- Titre original : Historia del miedo
- Réalisation : Benjamín Naishtat
- Scénario : Benjamín Naishtat
- Musique : Pedro Irusta
- Photographie : Soledad Rodríguez
- Montage : Fernando Epstein et Andrés Quaranta
- Société de production : Rei Cine, Ecce Films, Vitakuben et Mutante Cine
- Société de distribution : Shellac Distribution (France)
- Pays :  Argentine,  France,  Allemagne,  Uruguay et  Qatar
- Genre : drame, thriller
- Durée : 79 minutes
- Dates de sortie : 
  -  Argentine : 22 mai 2014
  -  France : 5 novembre 2014

## Distribution
- Jonathan Da Rosa : Pola
- Tatiana Giménez : Tati
- Mirella Pascual : Teresa
- Claudia Cantero : Edith
- Francisco Lumerman : Camilo
- César Bordón : Carlos
- Valeria Lois : Beatriz
- Elsa Bois : Amalia
- Edgardo Castro : Marcelo
- Mara Bestelli : Mariana

## Distinctions
Le film est présenté en sélection officielle en compétition à la Berlinale 2014.